# جانيت لي بوفير
جانيت لي بوفير (بالإنجليزية: Janet Lee Bouvier) هي نجمة اجتماعية أمريكية، ولدت في 3 ديسمبر 1907 في مانهاتن في الولايات المتحدة، وتوفيت في 22 يوليو 1989 في نيوبورت في الولايات المتحدة بسبب مرض آلزهايمر.